# Josef Kajetán Tyl

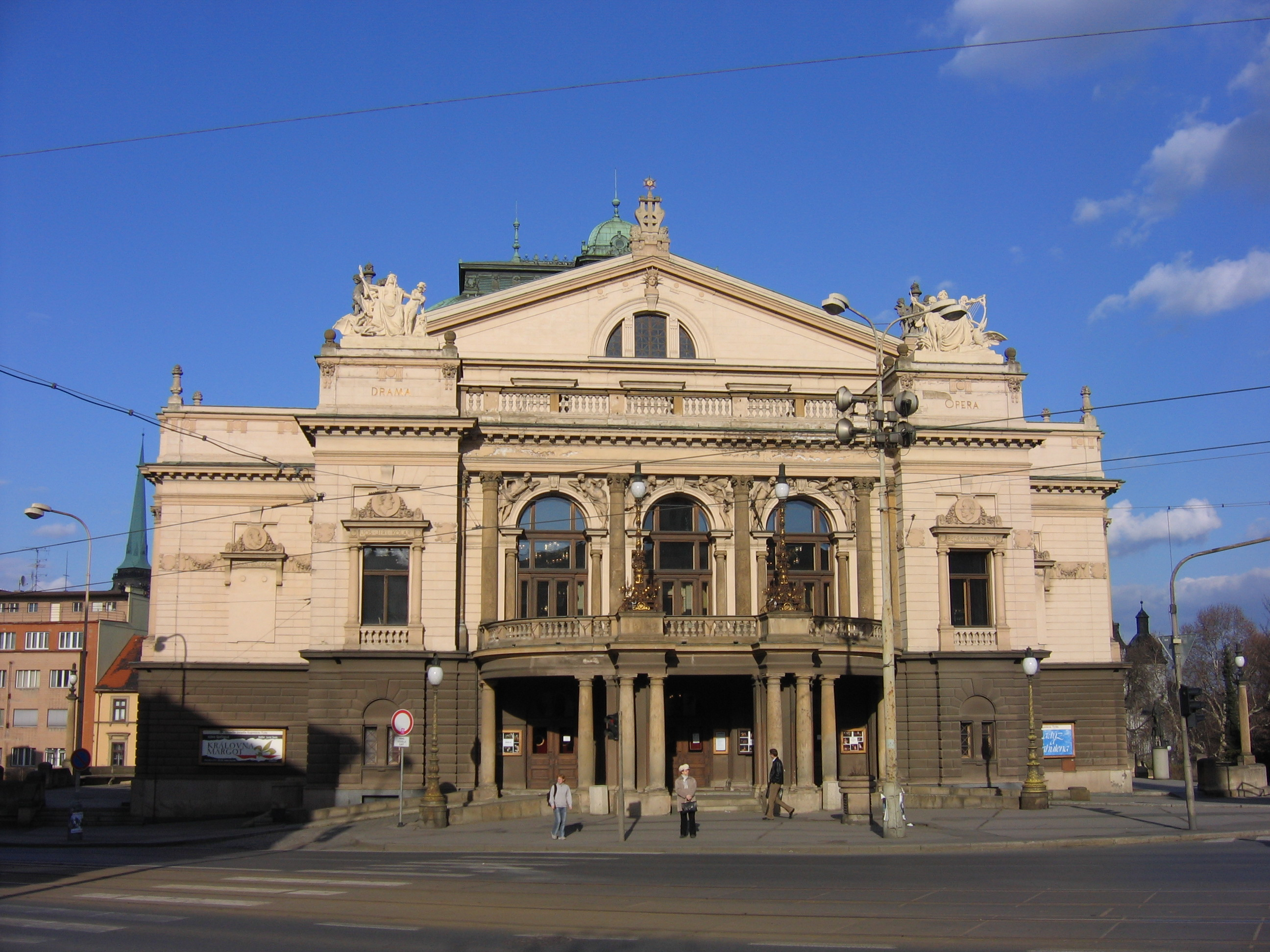
Het Josef-Kajetán-Tyl-Theater

Josef Kajetán Tyl (Kutná Hora, 4 februari 1808 – Pilsen, 11 juli 1856) was een van de belangrijkste Tsjechische toneelschrijvers. 
Tyl was schrijver van het toneelstuk Fidlovačka aneb žádný hněv a žádná rvačka, waaruit het Tsjechische volkslied Kde domov můj (Waar is mijn thuis) afkomstig is. Het Josef-Kajetán-Tyl-Theater in Pilsen is naar hem genoemd.
- Bibliothèque nationale de France: cb11530345k (data)
- CiNii: DA09220185
- Gemeinsame Normdatei: 118803026
- International Standard Name Identifier: 0000 0001 0975 7227
- Library of Congress Control Number: n81056781
- Nationale Bibliotheek van Letland: 000221194
- MusicBrainz: 03fff71a-76b1-4d9d-a342-564fc9ea890c
- Nationale Bibliotheek van Tsjechië: jk01140553
- Nationale bibliotheek van Australië: 36547866
- Nationale Bibliotheek van Israël: 987007275676205171
- Nationale en Universitaire bibliotheek Zagreb: 000105222
- Nederlandse Thesaurus van Auteursnamen: 07368256X
- SNAC: w60k29hw
- Système universitaire de documentation: 077863585
- Trove: 1285688
- Virtual International Authority File: 57411099
- WorldCat: E39PBJjdd9yRFvRxrCy88tt3Qq